# Чугуновский сельсовет
Чугуновский сельсове́т — административно-территориальное образование и упразднённое муниципальное образование (сельское поселение 2006—2019 гг.) в Воротынском районе Нижегородской области России.
Административный центр — село Чугуны.

## Географическое положение
Чугуновский сельсовет сельсовет находится к западу от Воротынца. В состав сельсовета, помимо села Чугуны, входит 6 населённых пунктов. Сельсовет на северо-востоке граничит с Фокинским и  на востоке с Отарским сельсоветами, на юге с Красногорским сельсоветом, на западе с Лысковским районом. По южной границе сельсовета проходит автотрасса М-7 «Волга».

## Население
| 2002 | 2010  | 2012  | 2013  | 2014 | 2015 | 2016 |
| ---- | ----- | ----- | ----- | ---- | ---- | ---- |
| 1501 | ↘1134 | ↘1071 | ↘1031 | ↘978 | ↘948 | ↘946 |
| 2017 | 2018  | 2019  |       |      |      |      |
| ↗960 | ↘947  | ↘934  |       |      |      |      |

## Состав
В состав сельсовета входят 7 населённых пунктов:
| № | Населённый пункт | Тип населённого пункта | Население |
| - | ---------------- | ---------------------- | --------- |
| 1 | Алексеевский     | посёлок                | ↘87       |
| 2 | Варварино        | деревня                | ↘147      |
| 3 | Калитка          | деревня                | ↘31       |
| 4 | Криуши           | село                   | ↘323      |
| 5 | Надеждино        | деревня                | ↘52       |
| 6 | Чугуны           | село                   | ↘314      |
| 7 | Южный            | посёлок                | ↘180      |